# Орден Святого Людовика

Правила ношения ордена Св. Людовика по степеням: 1 — кавалер; 2 — кавалер-командор; 3 — Большой крест

Военный орден Святого Людовика (фр. Ordre royal et militaire de Saint-Louis) — королевская награда Франции.

## История
Орден основан королём Франции Людовиком XIV в 1693 г. в честь своего предка Людовика IX, причисленного к лику святых, как военная и гражданская награда для католиков. Орден относился к рыцарским орденам и разделялся на три класса — Большой крест, кавалер-командор и кавалер — и вручался за выслугу лет на службе короне. 
Первоначально кавалеров Большого креста было не более 8, позже их число возросло до 40. Количество командоров вначале ограничивалось 24, со временем увеличилось до 80. Число кавалеров никогда не ограничивалось. 
Условия получения кандидатом кавалерского креста ордена Св. Людовика разнились с момента основания ордена до 1830 года. Так, помимо принадлежности к римско-католической церкви, кандидат должен быть непременно дворянином, и должен выказать «добродетели, достоинства и служить с отличием» - непреложные условия для награждения.
Впрочем, услуги, выказанные с «отличием», различалась в зависимости от того, выполнены ли они в бою во время кампании или же в мирное время (напр., обучение войск в гарнизоне). Это связано с тем, что награда, в итоге, вручалась за выслугу лет. Впрочем, были два условия, выделявшие кандидата из общего списка награжденных:
-         Капитан, командующий воинским подразделением, отличившийся в бою и получивший ранение; награждается орденом при наличии у него десяти лет выслуги;
-         Офицер, прошедший все ступени военной иерархии до подполковника, который участвовал в нескольких кампаниях, проявивший доблесть и не получивший нареканий во время годовых инспекций.  Соискатель должен иметь не менее 35 лет непрерывной службы, из которых не менее 30 в офицерском звании. При уходе в отставку он, как правило, может испросить и получить орден.
Однако данные случаи были довольно редки. В целом процесс награждения можно суммировать следующим образом: 
-         С момента учреждения ордена король Людовик XIV был скуп на награждения; чтобы сократить число кандидатов, он увеличил выслугу лет в офицерском звании до 20 лет, несмотря на ранения. Позднее срок был сокращен до 10 лет; всего же за время правления «Короля-солнца» было сделано около 2 000 награждений – практически все за военные заслуги.
-         За восемь лет Регентства (1715-1723), в основном за счет благосклонности и близости ко двору, было сделано 2,800 награждений. Однако справедливым будет отметить, что большинство из этих награжденных были отмечены за ранее оказанные услуги. 
После 1730 года система несколько упорядочилась. Так, типичное предложение, поданное в 1731 г. предполагает, что король производит 100 человек в ранг шевалье ордена раз в два года после того, как военный министр подаст королю лист, где отмечены те, "кто может предоставить легитимный документ, удостоверяющий, что [кандидат] проявил себя в походах, боях и сражениях, а также и сведения о полученных им ранах". После того, как король ознакамливался с документом, он возводил в достоинство шевалье ордена Св. Людовика тех, кто имел наибольшую выслугу лет, участия в сражениях и количество ран. 
По январскому эдикту 1779 года список кандидатов составлялся на собрании административного совета части (procès-verbal).   
-         После 1781 года сроки получения ордена были жестко регулированы. Так, в частях линейной пехоты любой лейтенант или капитан мог награждаться орденом через 28 лет непрерывной службы; майор – 22 года; подполковник – 20 лет и полковник – 18.  В других войсках (напр., в гвардии или в кавалерии) планка выслуги лет была несколько выше. 
-         Т.к. в армии служили рядовыми или сержантами также и дворяне, то срок их службы – в общий счет – засчитывался год за два в мирное и военное время.
В 1759 г. король Людовик XV подтвердил статут ордена св. Людовика и основал аналогичный орден для офицеров французской армии, протестантов по вероисповеданию, — Военный орден Заслуг. Он не мог носиться вместе с орденом св. Людовика.
Королевский военный орден Св. Людовика и Военный орден Заслуг были отменены в 1789 г. и вновь восстановлены в 1816 г. королём Людовиком XVIII. Орден стал бездействующим в 1830 г., когда король Карл X удалился в изгнание. Де-юре как династический орден он был унаследован Орлеанской династией, де-факто награждения не производились.

## Знаки ордена
Знак ордена Св. Людовика — золотой мальтийский крест с шариками на концах, с каймой белой эмали с золотыми лилиями между концами креста. В центре расположен овальный медальон красной эмали с золотой фигурой св. Людовика в королевской мантии с лавровым венком в правой руке и терновым венцом в левой. Медальон окружен полосой синей эмали с надписью «LUDOVICUS MAGNUS INSTITUIT 1693». На реверсе креста имеется такой же медальон с огненным мечом и лавровым венком, а по окружности размещен девиз ордена — «BELL[ICAE] VIRTUTIS PRAEM[IUM]» (награда военного мужества).
Звезда ордена — серебряная шитая, представляющая собой увеличенный знак ордена, но медальон в центре круглый. 
Лента ордена — малиновая. 

## Иллюстрации

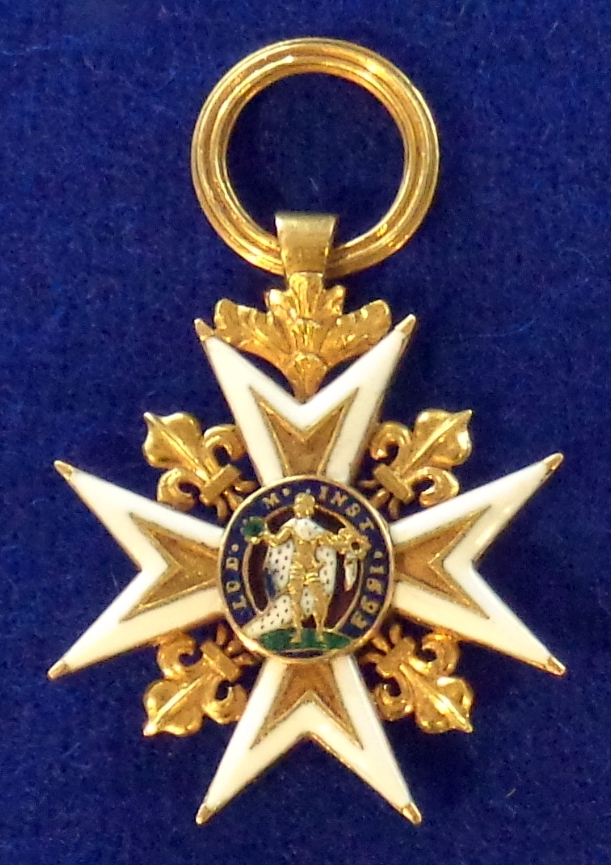
Знак кавалера, аверс
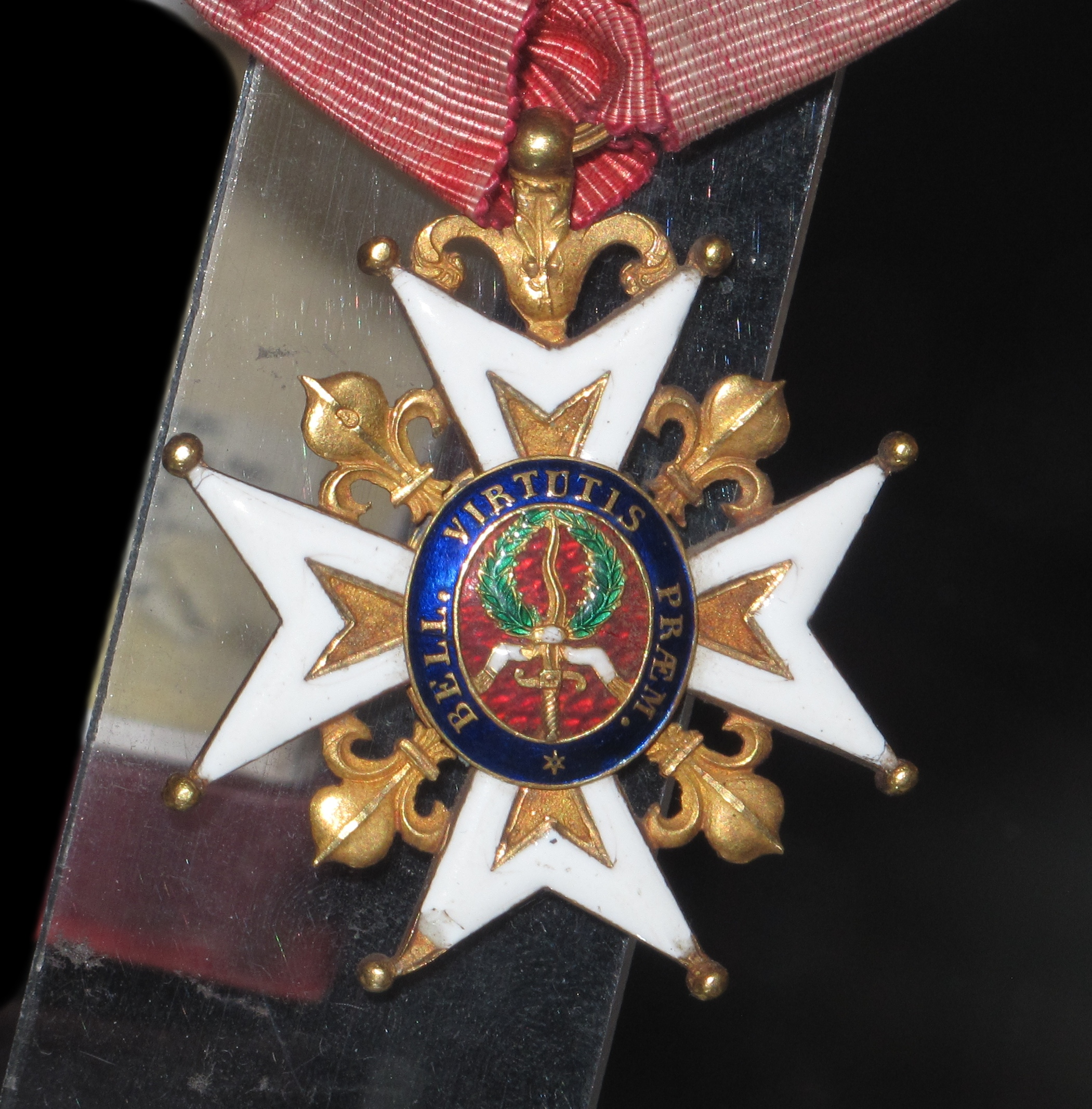
Знак кавалера, реверс
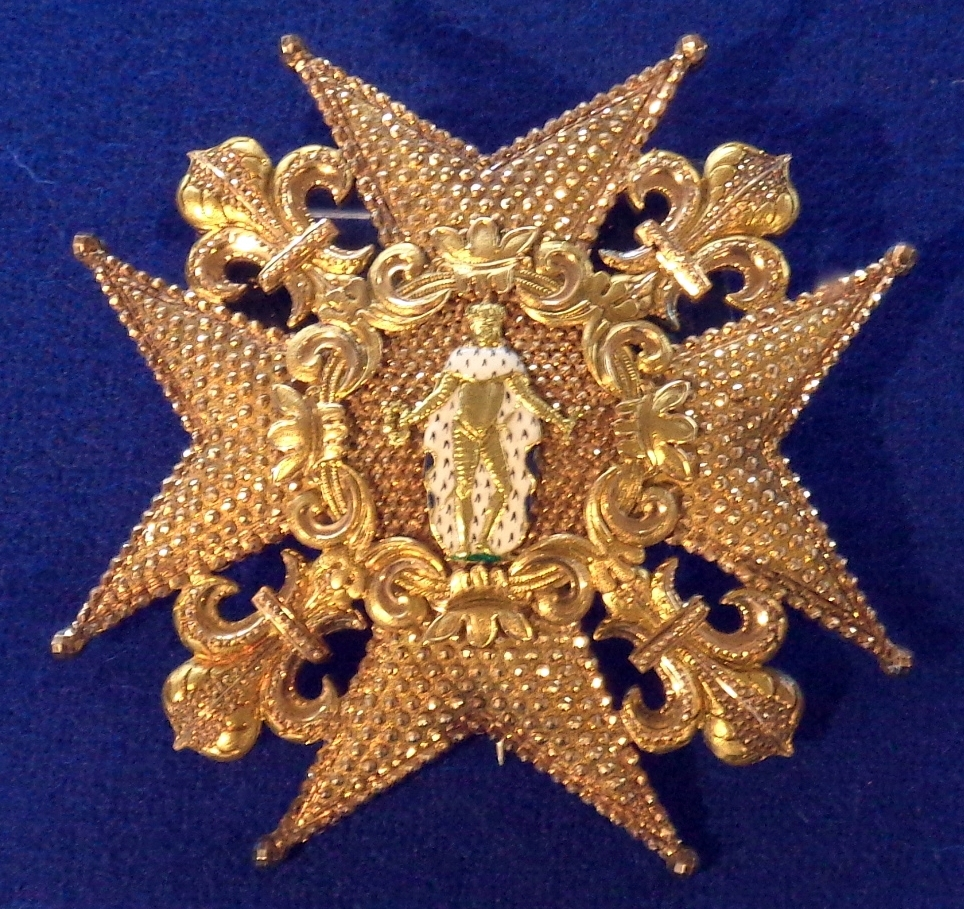
Звезда Большого креста